# Puerto Cabello (khu tự quản)
Puerto Cabello là một khu tự quản thuộc bang Carabobo, Venezuela. Thủ phủ của khu tự quản Puerto Cabello đóng tại Puerto Cabello. Khự tự quản Puerto Cabello có diện tích 434 km2, dân số theo điều tra dân số ngày 21 tháng 10 năm 2001 là 173034 người.